# Unschlitthaus
Dom Łoju (Unschlitthaus) – gotycki budynek położony w Norymberdze przy Unschlittplatz. Dom był pierwotnie gotyckim spichlerzem. Od XVI wieku tutaj miał swoją siedzibę urząd łoju (Unschlittamt). W XIX wieku mieściła się tutaj szkoła. Budynek uszkodzony w trakcie drugiej wojny światowej, odrestaurowany po 1945 r. Nadal służy celom urzędowym.